# Oskarshamn (commune)
La commune d'Oskarshamn est une commune suédoise du comté de Kalmar. 26 338 personnes y vivent. Son siège se trouve à Oskarshamn.

## Localités principales
- Bockara
- Emsfors
- Figeholm
- Fårbo
- Kristdala
- Misterhult
- Mysingsö
- Oskarshamn
- Påskallavik
- Saltvik